# Apollinaris Patera
Apollinaris Patera es un volcán de Marte. Se encuentra ubicado en el hemisferio sur del planeta, en el cuadrángulo MC-23 (Aeolis), próximo al ecuador marciano, y más concretamente al sudoeste del volcán Elysium Mons, en la Elysium Planitia, y al norte del cráter Gusev.
Apollinaris Patera se alza a unos 5 km de altura y posee una base de 296 km de diámetro.[cita requerida] En la cima de este volcán se encuentra un pequeño cráter volcánico, de contorno irregular, probablemente originado a causa de una erupción explosiva o piroclástica. La antigüedad de Apollinaris Patera se estima en unos 3000 millones de años, o incluso 3500 millones de años.
Apollinaris Patera fue bautizada así en 1973 y debe su nombre a una montaña próxima a la ciudad italiana de Roma.

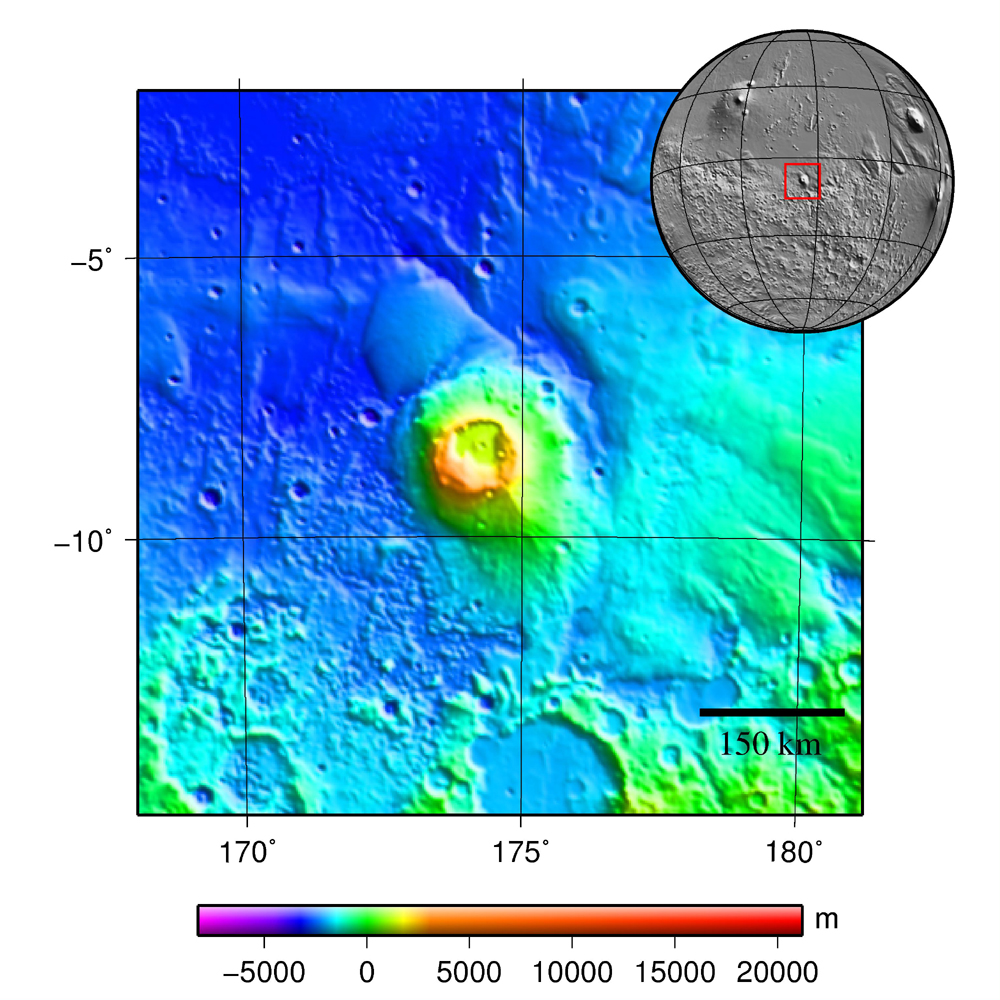
Topografía del accidente geográfico.